# José Domingo Quílez
José Domingo Quílez (Calatayud, 6 de abril de 1903-Toulouse, 23 de abril de 1939) fue un físico, meteorólogo, profesor universitario e investigador español defensor de la II República que destacó por su labor en el campo de la meteorología física y de la divulgación en física de partículas y astrofísica y que se vio obligado al exilio tras la entrada de los golpistas en Barcelona falleciendo pocos meses después.

## Biografía
José Domingo Quílez nació en Calatayud (Zaragoza) el 6 de abril de 1903. A los dieciocho años, recién acabado el bachillerato en el Instituto de Zaragoza, ingresó por oposición en el Servicio Meteorológico Español en 1921. Primero prestó servicio en el Observatorio de Madrid, trasladándose después al de Granada (Aeródromo de Armilla), y al del Ebro. Paralelamente, realizó sus estudios universitarios, los dos primeros cursos (1921-1923) en la Universidad de Granada y los siguientes en la Universidad de Zaragoza, donde obtuvo el título de Licenciado en Ciencias Físicas en 1926. Defendió su tesis titulada "La turbulencia atmosférica y la evaporación de las grandes masas de agua" en la Universidad de Madrid en marzo de 1932. El tribunal estuvo presidido por Pedro Carrasco Garrorena; los vocales fueron los profesores Blas Cabrera Felipe, Manuel Martínez-Risco Macías, Julio Palacios Martínez y Enrique Moles Ornella, que actuó como secretario. Significativo fue el comentario que sobre la misma se publicó en los Anales de la Universidad de Madrid en el que se resaltaba la trascendental importancia del tema en España, "donde el agua embalsada constituye un inapreciable tesoro". Seguidamente, en abril de 1933 consigue la Cátedra de Física Teórica y Experimental de la Universidad de Sevilla, y el mes siguiente se incorpora a la Universidad de Granada.
Desde su llegada a la Universidad de Granada, recién había cumplido los treinta años de edad, Domingo Quílez muestra un compromiso con la modernización de la institución dando su apoyo a numerosos proyectos. Es nombrado secretario de la Facultad de Ciencias el mismo mes de su incorporación y será nombrado secretario del Patronato de la Universidad de Granada el curso siguiente, cargo desde el que promueve la creación de un laboratorio de investigación en la Facultad de Ciencias.  Publica once artículos sobre meteorología, cinco de ellos en los Anales de la Sociedad Española de Meteorología, cinco en el boletín de Confederación Sindical Hidrográfica del Ebro y otro en los Anales de la Sociedad Española de Física y Química, donde también publica uno sobre el desplazamiento al rojo de las galaxias. Atraído por los avances de la física sub-nuclear, también publica un artículo más sobre los "Últimos descubrimientos de la Física".  Pronunció el discurso de apertura del curso académico 1934-1935,  "Estructura, Expansión y Evolución del Universo", publicando un libro homónimo, destinado al público en general y difundió, en las reuniones locales de la Sociedad de Física y Química, los resultados fundamentales que se estaban produciendo en Cosmología y en Física, teórica y experimental. Instó a que se enseñase en las aulas y se incluyese en los libros de texto la "nueva física", la física de las pequeñas y de las grandes dimensiones.
Su compromiso social le llevó a militar en Izquierda Republicana, siendo elegido vocal de la  Junta Directiva (sección de Granada) en marzo de 1935, cuando como presidente resultó elegido, el también catedrático de la Facultad de Ciencias de Granada, Jesús Yoldi Bereau. El profesor Yoldi  fue fusilado por los golpistas, Domingo Quílez se encontraba, junto con su familia, fuera de Granada en julio de 1936. José Domingo Quílez fue declarado "elemento peligroso para la Causa Nacional", cesado como profesor de la Universidad de Granada y como meteorólogo del Servicio Meteorológico Español, e "inhabilitado para el desempeño de cargos directivos y de confianza en instituciones culturales y de enseñanza". Todos sus bienes fueron confiscados.
En 1937, fiel a su compromiso con la II República, se incorporó como profesor asociado a la Universidad Autónoma de Barcelona. El 20 de febrero de 1938 la Gaceta de la República publica una lista con los reingresos al servicio de muchos catedráticos depurados por los golpistas, entre ellos, José Domingo Quílez.
Estuvo en Barcelona hasta la caída de la ciudad y firmó, junto con varios profesores, un artículo que publicó La Vanguardia el 10 de enero de 1939, solicitando el apoyo internacional tras los repetidos bombardeos aéreos a la universidad:
"...Denunciamos el último crimen cometido contra la cultura en nuestro país, por aviones de países que han expulsado de su seno a la cultura y a los hombres de ciencia. Os pedimos que hagáis pesar en el mundo vuestra autoridad moral para que crímenes así no se repitan. Nosotros, fieles al deber, continuaremos nuestra obra. Tenemos encomendada la tarea de mantener vivo el rescoldo cultural de nuestro país, bajo el azote de la guerra, y de guardarlo inextinguible para nuestra juventud que hoy lucha y para la España de mañana. No la interrumpiremos por ningún motivo.."  
Murió en Toulouse a causa de la diabetes que padecía y allí fue enterrado el 24 de abril de 1939, en el cementerio de Rapas. El 7 de marzo de 1941 su viuda, Raquel Lion, contestaba así al Tribunal de Responsabilidades Políticas de Granada: 

... y que a este nueva cita perentoria no puede contestar y rebatir unos cargos que no conoce, restándole solo afirmar solemnemente que su difunto esposo D. José Domingo Quilez era un hombre honradísimo, catedrático ilustrado de la Universidad de Granada y que su fallecimiento dejó en el mayor desamparo a su viuda y a tres hijas muy menores de edad sin bienes ni recursos de ninguna clase. Espero que todas estas circunstancias muevan a piedad a ese alto tribunal, ante la angustiosa situación en que se encuentra esta pobre familia.

Los profesores de la Facultad de Ciencias de la Universidad de Granada, Juan Tercedor Díaz, Victoriano Martín Vivaldi y Gonzalo Gallas Novás testificaron a su favor aunque finalmente el Tribunal le impondría una multa a la viuda.